# Проти всіх ворогів: історія Джин Сіберг
«Проти всіх ворогів: історія Джин Сіберг» (англ. Seberg) — американо-британський політичний трилер режисера Бенедикта Ендрюс за сценарієм Джо Шрапнеля й Анни Вотерхаус.
Світова прем'єра фільму відбулася 30 серпня 2019 року в рамках Венеційського кінофестивалю.

## Сюжет
Фільм про життя актриси Джин Сіберг. Діяльність актриси, що виступала за рівні права для чорношкірих, привернула увагу ФБР і за нею влаштували повномасштабне стеження.

## Акторський склад
- Крістен Стюарт — Джин Сіберг
- Джек О'Коннелл — Джек Соломон
- Ентоні Макі — Хакім Джамал
- Марґарет Кволлі — Лінетт
- Колм Міні — Френк Еллрой
- Зазі Бітц — Дороті Джамал
- Вінс Вон — Карл Ковальські
- Іван Атталь — Ромен Гарі
- Стівен Рут — Волт Брекман
- Корнеліус Сміт-молодший — Рей Робертсон
- Джейд Петтіджон — Дженні Ковальські
- Сер'Даріус Блейн — Луї Льюїс
- Джеймс Джордан — Рой Меддоу

## Виробництво
У березні 2018 року було оголошено, що Крістен Стюарт, Джек О'Коннелл, Ентоні Маккі, Марґарет Кволлі і Колм Міні приєдналися до акторського складу фільму. Бенедикт Ендрюс буде режисером фільму за сценарієм Джо Шрапнель і Анни Вотерхаус.

### Зйомки
Основні зйомки почалися в червні 2018 року в Лос-Анджелесі, а завершилися 2 серпня 2018 року.

## Реліз
У лютому 2019 року «Amazon Studios» придбала права на розповсюдження фільму.

## Прийняття
Фільм отримав змішані відгуки критиків. На інтернет-агрегаторі Rotten Tomatoes він має рейтинг 39 % на основі 77 рецензій. Metacritic дав фільму 55 балів зі 100 можливих на основі 21 рецензії, що відповідає статусу «змішані або середні відгуки».